# 赫爾克里斯穹
赫爾克里斯穹（英語：Hercules Dome）是南極洲的穹丘，位於瑪麗伯德地，處於蒂爾山脈和霍利克山脈之間，美國地質調查局根據測量和美國海軍拍攝的空中照片繪入地圖，現時由南極條約體系管理。